# Pont del Molí d'en Calvet
El Pont del Molí d'en Calvet és una obra de Pont de Molins (Alt Empordà) inclosa a l'Inventari del Patrimoni Arquitectònic de Catalunya.

## Descripció
Situat a ponent del nucli urbà de la població de Pont de Molins, al mas Calvet, prop de la carretera GIV-5041.
Pont en desús format per dos arcs rebaixats i bastit amb pedra desbastada i còdols lligats amb morter de calç. La part més destacable és el paviment superior, construït amb el mateix tipus de pedra disposada de manera planera, amb inclinacions i voreres per poder evacuar l'aigua i també circular-hi.

## Història
Ubicada a l'oest del nucli de Pont de Molins, a prop d'un meandre de la Muga. El lloc de Molins, topònim que fa referència a la gran quantitat de molins que hi havia al poble, és documentat al segle X com una de les possessions del monestir de Sant Pere de Rodes. En una de les epístoles del papa Benet VII de l'any 974. Igualment, en un precepte de Lotari de l'any 982 es mencionen aquestes possessions a Villa Molinos.
El terme, inicialment, estava format pel nucli antic (Molins o Molins de Dalt) i les masies disperses que aprofitaven els recursos hidràulics de la Muga i l'excel·lent via de comunicació que representava l'antic Camí de la Calçada o de França, possiblement hereu del traçat de la Via Augusta romana. Aquest camí, a més, establia la frontera física entre els comtats de Besalú i Empúries.
Aquest pont és vora l'actual Hotel molí, que com indica el nom antigament fou un molí construït vers el segle xvii que a finals del segle XX fou reconvertit en restaurant i hotel. Encara que la data de construcció del pont no es pot precisar, cronològicament s'hauria d'enquadrar entre els segles xvii i XIX, tal com resa un plafó informatiu vora les restes d'aquest.